# Pirata browni
Pirata browni là một loài nhện trong họ Lycosidae.
Loài này thuộc chi Pirata. Pirata browni được Willis J. Gertsch & Michael Davis miêu tả năm 1940.